# Mistrzostwa Europy w Wioślarstwie 1949
40. Mistrzostwa Europy w Wioślarstwie odbyły się w sierpniu 1949 r. w holenderskim Amsterdamie (po raz 3. w historii). Zawodnicy rywalizowali w 7 konkurencjach wioślarskich na pobliskim jeziorze Bosbaan na terenie wchodzącej w skład obszaru metropolitarnego miasta gminy Amstelveen. 

## Medaliści
| Konkurencja                 | Złoto | Srebro | Brąz | Źródło |
| --------------------------- | --- | --- | --- | ------ |
| M1x (jedynka)               | John B. Kelly Jr. | František Vrba | Hansjakob Keller | [ 1 ]  |
| M2x (dwójka podwójna)       | Dania Ebbe Parsner · Aage Larsen | Włochy Mario Ustolin · Giorgio Cavallini | Francja Jacques Maillet · Christian Guilbert | [ 2 ]  |
| M2- (dwójka bez sternika)   | Szwecja Evert Gunnarsson · Bernt Torberntsson | Belgia Charles van Antwerpen · Jos Rosa | Włochy Felice Fanetti · Bruno Boni | [ 3 ]  |
| M2+ (dwójka ze sternikiem)  | Włochy Giuseppe Ramani · Aldo Tarlao · Luciano Marion (sternik) | Dania Leif Hermansen · Ole Scavenius Jensen · John Vilhelmsen (sternik) | Belgia Eugène Jacobs · Hippolyte Mattelé · Cyrille Proost (sternik) | [ 4 ]  |
| M4- (czwórka bez sternika)  | Włochy Giuseppe Moioli · Elio Morille · Giovanni Invernizzi · Franco Faggi | Dania Eivin Kristensen · Erik Thorsen · Richard Littrup · Carl Johan Petersen                                                                                                  | Norwegia Carl Monssen · Harald Kråkenes · Thorstein Kråkenes · Kristoffer Lepsøe                                                                                                  | [ 5 ]  |
| M4+ (czwórka ze sternikiem) | Włochy Vladimiro Bobig · Mario Tagliapietra · Romeo Santin · Marcello Basso · Eugenio Suzzi (sternik)                                                                              | Szwajcaria Walter Näpflin · Carmelito Bolli · Franz Zumbühl · Walter Lüchinger · Walter Ludin (sternik)                                                                        | Dania Niels Kristensen · Ove Nielsen · Peter Hansen · Bent Blach Petersen · Sv.E. Larsen (sternik)                                                                                | [ 6 ]  |
| M8+ (ósemka)                | Włochy Angelo Fioretti · Mario Acchini · Fortunato Maninetti · Bonifacio de Bortoli · Enrico Ruberti · Pietro Sessa · Ezio Acchini · Luigi Gandini · Alessandro Bardelli (sternik) | Czechosłowacja Karel Vaněk · Bohdan Kopecký · Josef Kalaš · František Petříček · Antonín Lánský · Jaroslav Vavřena · Richard Hereyk · Václav Roubík · Josef Šindelář (sternik) | Holandia Gijsbertus Dutry van Haeften · Willem Algie · André Nijhof · Hans Bokelman · Cornélis Hoogenboom · Richard Buss · Hendrik Druyff · Gerard Kemperman · Max Rood (sternik) | [ 7 ]  |

## Klasyfikacja medalowa
| Miejsce | Reprezentacja     | Złoto | Srebro | Brąz | Razem |
| ------- | ----------------- | ----- | ------ | ---- | ----- |
| 1.      | Włochy            | 4     | 1      | 1    | 6     |
| 2.      | Dania             | 1     | 2      | 1    | 4     |
| 3.      | Stany Zjednoczone | 1     | 0      | 0    | 1     |
| 3.      | Szwecja           | 1     | 0      | 0    | 1     |
| 5.      | Czechosłowacja    | 0     | 2      | 0    | 2     |
| 6.      | Belgia            | 0     | 1      | 1    | 2     |
| 6.      | Szwajcaria        | 0     | 1      | 1    | 2     |
| 8.      | Francja           | 0     | 0      | 1    | 1     |
| 8.      | Holandia          | 0     | 0      | 1    | 1     |
| 8.      | Norwegia          | 0     | 0      | 1    | 1     |
| Razem   | Razem             | 7     | 7      | 7    | 21    |